# Coprosma rhamnoides
Coprosma rhamnoides is een plantensoort uit de sterbladigenfamilie (Rubiaceae). Het is een kleine ruige struik met zeer breed gehoekte takken met daaraan clusters van kleine gepaarde bladeren. Aan de struik groeien kleine donkerrode besvormige vruchten.
De soort komt voor in Nieuw-Zeeland. Hij groeit op het Noordereiland, op het Zuidereiland en op het daarvan ten zuiden liggende Stewarteiland. De struik geeft de voorkeur aan laaglandgebieden en de lagere delen van bergen.